# Oupa
La rivière Oupa (en russe : Упа́) est un cours d'eau de l'oblast de Toula, en Russie, et un affluent de la rive droite de l'Oka, dans le bassin hydrographique de la Volga.

## Géographie
La longueur de l'Oupa est de 345 km. Elle draine un bassin de 9 510 km2.
L'Oupa est gelée de début décembre à début avril.
Les villes de Toula et Sovetsk sont arrosées par l'Oupa.

## Source
- Grande Encyclopédie soviétique